# Ella Vogelaar

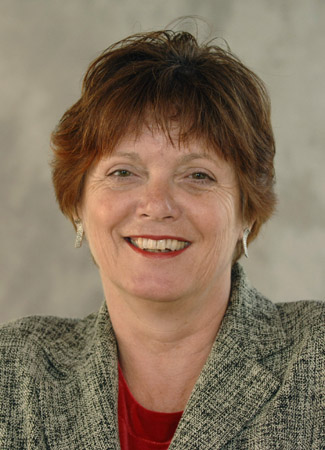
Ella Vogelaar (2007)

Catharina Pieternella (Ella) Vogelaar (* 23. Dezember 1949 in Steenbergen, Nordbrabant, Niederlande; † 7. Oktober 2019 in Utrecht) war eine niederländische Politikerin der Partij van de Arbeid (PvdA).

## Leben
Nach der Schulausbildung an der Rijks Hogere Burgerschool in Zierikzee studierte Ella Vogelaar zwischen 1967 und 1972 an der Sozialakademie „De Horst“ in Driebergen. Im Anschluss war sie Bildungsreferentin für Arbeiterjugend in Gouda und danach stellvertretende Direktorin des Bildungswerks für Arbeiterjugend. Daneben studierte sie Schulpädagogik an der Universität Amsterdam und beendete dieses Studium 1987.
Nach einer Tätigkeit als hauptamtliches Vorstandsmitglied des Allgemeinen Bundes für Pädagogisches Personal (Algemene Bond voor Onderwijzend Personeel, ABOB), der Bildungsgewerkschaft innerhalb des niederländischen Gewerkschaftsbundes Federatie Nederlandse Vakbeweging (FVN), war sie von 1988 bis Januar 1994 Vorsitzende des ABOB. Im Anschluss war sie zwischen Januar 1994 und Juni 1997 Vizevorsitzende des FVN und damit Stellvertreterin von Johan Stekelenburg.
1997 wurde sie Prozessmanagerin für die Zusammenarbeit von Arbeit und Einkommen im Ministerium für Sozialangelegenheiten und Arbeit (Ministerie van Sociale Zaken en Werkgelegenheid) sowie im Juni 2000 Projektleiterin der Task Force Einbürgerung des Ministeriums und behielt dieses Amt bis 2002. Zugleich war sie von Juli 2000 bis Februar 2007 selbstständige Beraterin sowie von September 2000 bis Februar 2007 Vorsitzende des Verbandes der Beschäftigungsfirmen (branchevereniging voor reïntegratiebedrijven, BoaBorea).
Vogelaar litt einige Zeit an Depressionen und im Oktober 2019 beging sie in Utrecht im Alter von 69 Jahren Selbstmord.

## Politik
Als Studentin war Vogelaar Mitglied der Communistische Partij van Nederland. Später wurde sie Mitglied der Partij van de Arbeid (PvdA).
Am 22. Februar 2007 wurde sie von Ministerpräsident Jan Peter Balkenende zur Ministerin ohne Geschäftsbereich in dessen viertem Kabinett ernannt und war dort bis zum 11. November 2008 zuständig für die Bereiche Wohnen, Leben und Integration. Sie nahm sich unter anderem Problemvierteln an, die seitdem auch als Vogelaarwijken bekannt sind.
Die PvdA brachte die Ministerin im November 2008 zu Fall. Auf Unverständnis war gestoßen, dass sie den Verwijsindex Antilianen abgeschafft hatte, eine Registration von Jugendlichen antillianischer Herkunft, die in niederländischen Städten problematisches Verhalten zeigen. Nachfolger als Minister wurde Eberhard van der Laan, seit 7. Juli 2010 Bürgermeister von Amsterdam.
Vogelaar war seit Oktober 2009 Mitglied des Aufsichtsrates von Resto VanHarte, der Aufsicht von sozialen Restaurants in Städten.